# ملیسا (ویروس رایانه‌ای)
ملیسا (انگلیسی: Melissa) یکی از معروفترین بدافزارهای رایانه‌ای از نوع ویروس ماکرو است. این ویروس فایلهای مایکروسافت ورد و مایکروسافت اوت‌لوک سیستم‌ها را هدف قرار داده و ضمن سرقت ایمیل‌ها ترافیک شبکه قابل توجهی ایجاد می‌نماید. این ویروس از طریق فایلی با پسوند list.doc که به ایمیل ضمیمه شده، وارد رایانهٔ قربانی می‌شود و سپس به پنجاه نشانی در قسمت اوت لوک ارسال می‌شود.
ملیسا اولین بار در تاریخ ششم فروردین ماه سال ۱۳۷۸ در صدها سرور در جهان منتشر شد. این ویروس که بر روی فایلهای مبتنی بر ایمیل‌ها می‌نشیند و اطلاعات ایمیل‌ها را سرقت می‌کند عمری به قدمت عمر خود ایمیل دارد.
هکر معروف دیوید اسمیت برنامه‌نویس ملیسا است. حتی خود اسمیت هم که توسط دادگاه به پنج هزار دلار جریمه محکوم شده بود، موفق نشد این ویروس را متوقف کند